# Van Jones

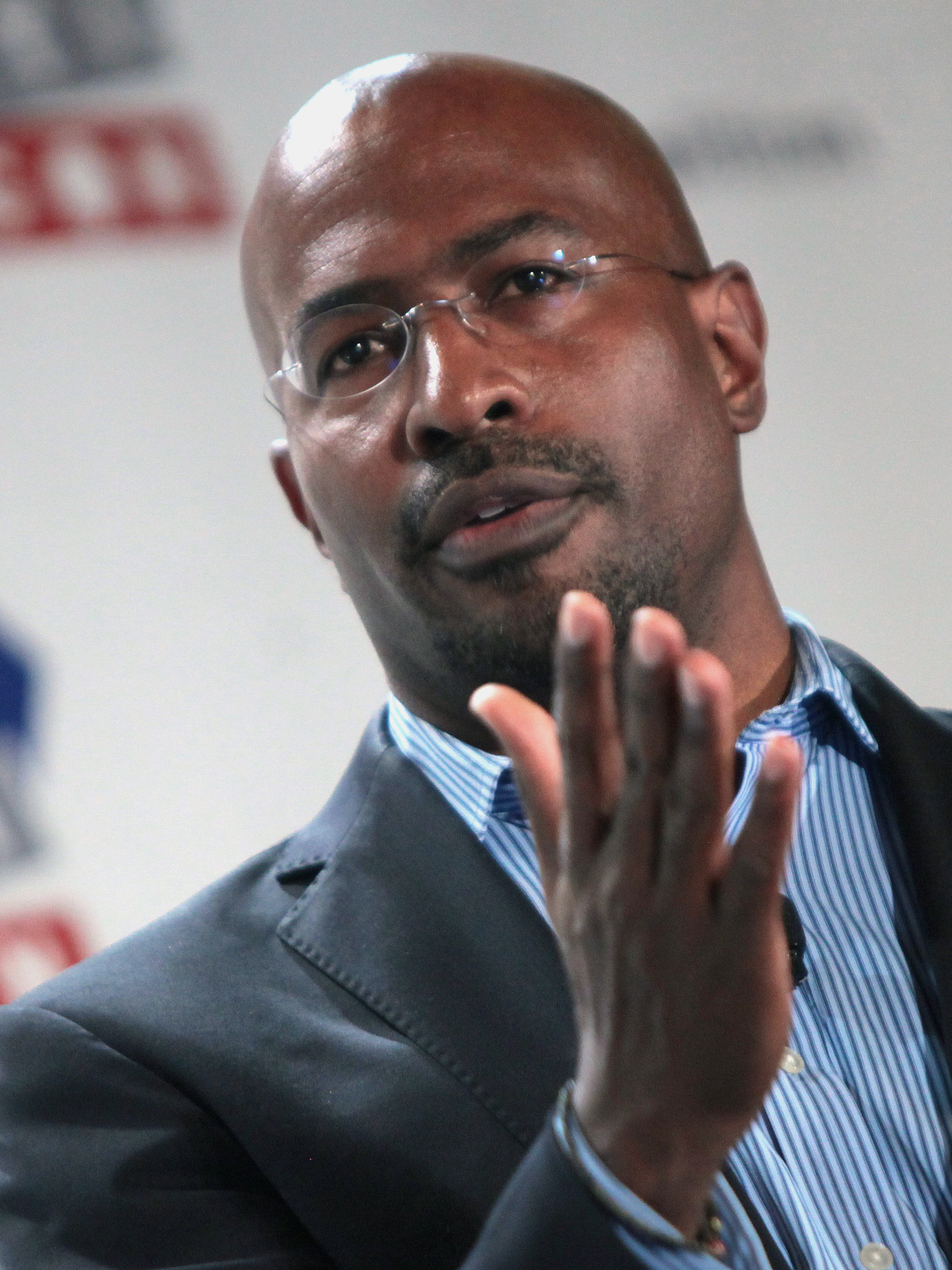
Van Jones (2016)

Anthony Kapel Van Jones (* 20. September 1968) ist ein US-amerikanischer politischer Kommentator, Autor und nicht praktizierender Anwalt.

## Leben und Werk
Sein Großvater war Pfarrer, sein Vater Schuldirektor. Er hat eine Zwillingsschwester. Er studierte Politikwissenschaft an der UT Martin (BSc). Nach einigen journalistischen Tätigkeiten studierte Jones Jura an der Yale University (JD 1993). 2004 gehörte er zu den Young Global Leaders des WEF.
Jones war ab März 2009 umweltpolitischer Berater von US-Präsident Barack Obama. Er erhielt wegen seiner politischen Vergangenheit von konservativer Seite heftige Kritik. So hatte er mit einem Gründer der terroristischen Weathermen-Organisation zusammengearbeitet, Kontakte zu einer marxistischen Organisation gehabt und sich in den 1990er Jahren für Abu-Jamal ausgesprochen. Zudem wurde ihm fälschlich vorgeworfen, ein Unterzeichner der 9/11-Truth-Movement-Petition zu sein, was er allerdings bestritt und auch von den Truthern selbst nicht behauptet wurde. Im September 2009 trat er als Berater des Präsidenten zurück. Er war anschließend Gastwissenschaftler an der Universität Princeton.
Jones ist derzeit Leiter seiner selbstgegründeten Organisation Rebuild the Dream und Autor bei CNN. Bei dem Sender moderiert er die The Van Jones Show, in der er Gäste aus Kultur und Politik interviewt.
Er ist Pate von Damaris Lewis.
Nach dem Wahlsieg 2020 von Joe Biden und Kamala Harris wurde er von Anderson Cooper auf CNN nach seiner Empfindung befragt. Er sagte, dass es ihm nunmehr viel leichter sei, ein guter Vater zu sein. Er könne seinen Kindern jetzt sagen: „Character matters“ („Charakter zählt“). In Erinnerung an die düsteren Stunden während der Trump-Administration brach er in Tränen aus und stieß schließlich aus: „Now we can breathe“ („Jetzt können wir atmen“). Die Aussagen Jones’ fanden in den sozialen Medien viel Beachtung.

## Weblink
- Offizielle Webpräsenz